# Лесной (Качугский район)
Лесно́й — посёлок в Качугском районе Иркутской области России. Входит в состав Качугского муниципального образования.

## География
Посёлок находится на расстоянии примерно 4 км к северо-западу от рабочего посёлка Качуг, административного центра района.

## Население
| 2002 | 2010 | 2011 | 2012 |
| ---- | ---- | ---- | ---- |
| 44   | ↘26  | →26  | ↘24  |

### Половой состав
По данным Всероссийской переписи, в 2010 году в посёлке проживало 26 человек (12 мужчин и 14 женщин).